# سوپر جام فوتبال اسپانیا ۲۰۲۵
سوپر جام فوتبال اسپانیا ۲۰۲۵ چهل و یکمین دوره از سوپرجام فوتبال اسپانیا خواهد بود، یک رقابت فوتبال سالانه برای باشگاه‌هایی در سیستم لیگ فوتبال اسپانیا که در رقابت‌های اصلی خود در فصل پیش موفق بودند. این مسابقه از ۸ تا ۱۲ ژانویه ۲۰۲۵ در ورزشگاه ملک عبدالله برگزار شد که با قهرمانی بارسلونا پایان یافت.

## حضور
در این مسابقات قهرمانان و نایب قهرمانان کوپا دل ری ۲۴–۲۰۲۳ و لا لیگا ۲۴–۲۰۲۳ حضور دارند.

### تیم‌های واجد شرایط
چهار تیم زیر به مسابقات راه یافتند.
| تیم            | روش احراز صلاحیت               | تعداد حضور | آخرین حضور به عنوان   | عملکرد پیشین | عملکرد پیشین | عملکرد پیشین |
| تیم            | روش احراز صلاحیت               | تعداد حضور | آخرین حضور به عنوان   | قهرمانی(ها)  | نایب‌قهرمانی  | نیمه نهایی   |
| -------------- | ------------------------------ | ---------- | --------------------- | ------------ | ------------ | ------------ |
| اتلتیک بیلبائو | قهرمان کوپا دل ری ۲۴–۲۰۲۳      | هفتم       | نایب قهرمان ۲۰۲۲      | ۳            | ۳            | –            |
| رئال مادرید    | قهرمان لالیگا ۲۴–۲۰۲۳          | ۲۱ ام      | برندگان ۲۰۲۴          | ۱۳           | 6            | ۱            |
| مایورکا        | نایب قهرمان کوپا دل ری ۲۴–۲۰۲۳ | ۳          | نایب قهرمانی سال ۲۰۰۳ | ۱            | ۱            | –            |
| بارسلونا       | نایب قهرمان لا لیگا ۲۴–۲۰۲۳    | ۲۹         | نایب قهرمان ۲۰۲۴      | 14           | ۱۲           | ۲            |

## مسابقات
- زمان‌های ذکر شده SAST (UTC+3) هستند.

### نیمه نهایی
| رئال مادرید                                                             | 3–0   | رئال مایورکا |
| ----------------------------------------------------------------------- | ----- | ------------ |
| 63 بلینگهام 90+3 مارتین ولینت(OG) 90+5 رودریگو(پاس گل توسط لوکاس واسکز) | گزارش | -            |

| اتلتیک بیلبائو | 0–2 | بارسلونا                                    |
| -------------- | --- | ------------------------------------------- |
| -              |     | 17 گاوی(پاس گل بالده) 52 یامال(پاس گل گاوی) |

### فینال
| رئال مادرید                                 | 2–12 | بارسلونا |
| ------------------------------------------- | ---- | --- |
| 5 امباپه(پاس گل وینیسیوس جونیور) 60 رودریگو |      | 22 یامال(پاس گل لواندوفسکی) 36 لواندوفسکی(P) 48,39 رافینیا(پاس گل کنده)-(پاس گل کاسادو) 45+10 الکس بالده(پاس گل رافینیا) |